# Dissilicieto de molibdênio
Dissilicieto de molibdênio (MoSi2, ou silicieto de molibdênio), um composto intermetálico, é uma cerâmica refratária com uso primário em componentes de aquecimento. Tem densidade moderada, ponto de fusão 2030 ° C, e é eletricamente condutor. A temperaturas elevadas, forma uma camada de passivação de dióxido de silício, protegendo-a de oxidação adicional. É um material de aparência cinza metálico com estrutura cristalina tetragonal (alfa-modificada); sua beta-modificação é hexagonal e instável. É insolúvel na maioria dos ácidos, no entanto é solúvel em ácido nítrico e fluorídrico.